# NGC 1247
NGC 1247 est une vaste galaxie spirale vue par la tranche et située dans la constellation de l'Éridan. Elle a été découverte par l'astronome germano-britannique William Herschel en 1798.

## Caractéristiques
Sa vitesse par rapport au fond diffus cosmologique est de 3 774 ± 13 km/s, ce qui correspond à une distance de Hubble de 55,7 ± 3,9 Mpc (∼182 millions d'al).
À ce jour, 16 mesures non basées sur le décalage vers le rouge (redshift) donnent une distance de 63,113 ± 9,678 Mpc (∼206 millions d'al), ce qui est à l'intérieur des valeurs de la distance de Hubble. Notons cependant que c'est avec la valeur moyenne des mesures indépendantes, lorsqu'elles existent, que la base de données NASA/IPAC calcule le diamètre d'une galaxie et qu'en conséquence le diamètre de NGC 1247 pourrait être d'environ 57,5 kpc (∼188 000 al) si on utilisait la distance de Hubble pour le calculer. 
La classe de luminosité de NGC 1244 est II-III et elle présente une large raie HI.

## Groupe de NGC 1241

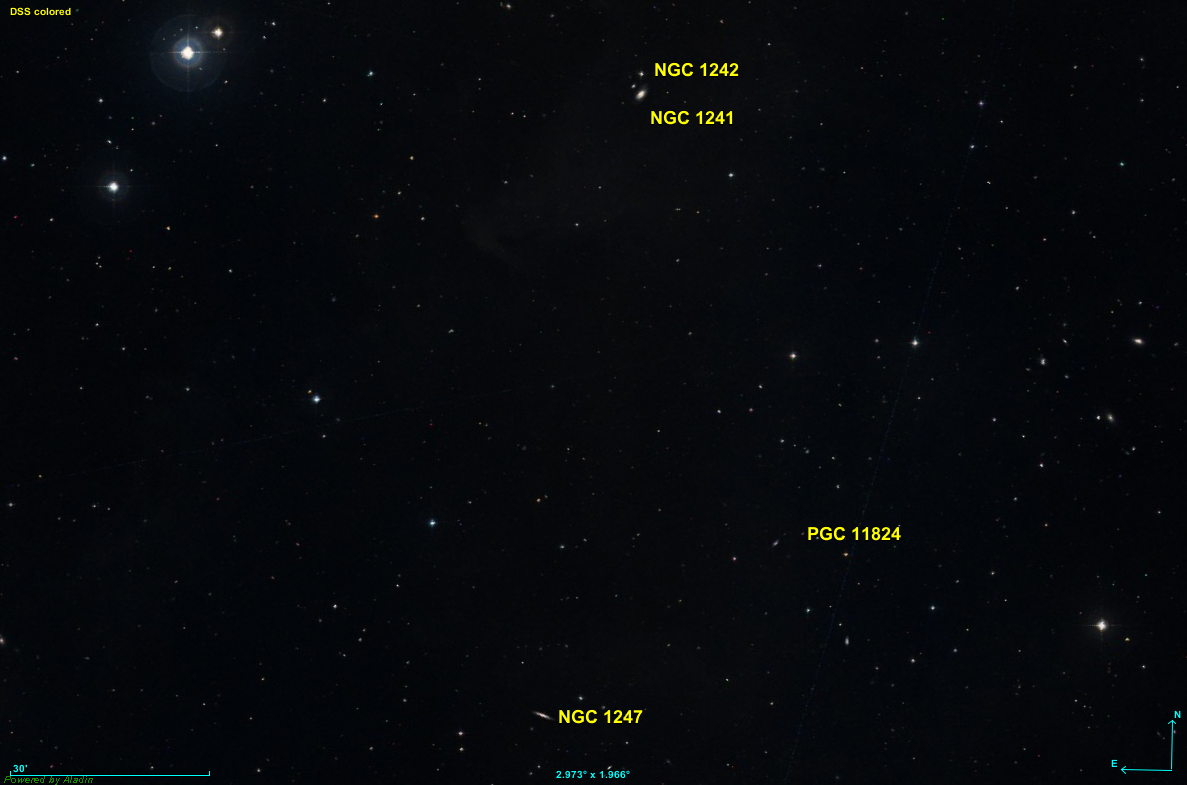
Les galaxies NGC 1241, NGC 1242, NGC 1247 et PGC 11824 font partie du groupe de NGC 1241. La cinquième galaxie de ce groupe est hors du champ de cette image.

NGC 1247 fait partie du groupe de NGC 1241 qui compte au moins 5 membres. Outre NGC 1247 et NGC 1241, les trois autres galaxies du groupe sont NGC 1242, MCG -2-9-6 (PGC 11824) et MK 1071 (PGC 11937).